# Piozzano
Piozzano (emilián nyelven Piusàn) település Olaszországban, Emilia-Romagna régióban, Piacenza megyében. Lakosainak száma 578 fő (2023. január 1.). Piozzano Bobbio, Alta Val Tidone, Travo, Agazzano, Gazzola és Pianello Val Tidone községekkel határos.

## Népesség
A település lakossága az elmúlt években az alábbi módon változott:
| Lakosok száma | 626  | 624  | 578  |
|               | 2017 | 2018 | 2023 |